# Arroyo Morón
El arroyo Morón es un arroyo que atraviesa 4 partidos del oeste de la Región Metropolitana de Buenos Aires, Argentina; siendo uno de los principales afluentes del Río Reconquista.
El arroyo tiene su nacimiento en las inmediaciones de la ex VII Brigada Aérea del partido de Morón, provincia de Buenos Aires.
Su curso corre entubado a través de las ciudades de Morón y Castelar. A partir del cruce con la Autopista Acceso Oeste florece a tierra, sirviendo de límite entre la ciudad de Villa Tesei del partido de Hurlingham y la I Brigada Aérea de El Palomar. Durante parte de este trayecto corre paralelamente a la Ruta Provincial 4 (Camino de Cintura).
Transucurre por la zona norte del partido de Tres de Febrero por los extremos de las localidades de Remedios de Escalada, Once de Septiembre, Churruca y El Libertador.
Desemboca en el Río Reconquista a la altura del partido de San Martín en inmediaciones del Camino del Buen Ayre y Campo de Mayo.
Al igual que todos los cursos de agua que recorren el Gran Buenos Aires, presenta un alto grado de contaminación con componente como el plomo, nitratos, cloruros, cromatos, bacterias patógenas y anaeróbicas. En 1981, técnicos de la Universidad de Morón realizaron estudios en el arroyo, y descubrieron el Brachionus moronensis, un germen desconocido para la ciencia hasta ese momento.